# NGC 1622
NGC 1622 é uma galáxia espiral barrada (SBab) localizada na direcção da constelação de Eridanus. Possui uma declinação de -03° 11' 18" e uma ascensão recta de 4 horas, 36 minutos e 36,6 segundos.
A galáxia NGC 1622 foi descoberta em 16 de Janeiro de 1850 por William Parsons.